# Éléonore d'Este (1561-1637)
Pour les articles homonymes, voir Éléonore d'Este.
Leonora d'Este ou Eleonora d'Este, (née à Ferrare en 1561, morte à Modène en 1637), est une princesse italienne de la fin de la Renaissance et la seconde épouse du compositeur Carlo Gesualdo, prince de Venosa.

## Biographie
Leonora d'Este est la fille d'Alphonse d'Este, marquis de Montecchio et fils illégitime du duc de Ferrare Alphonse Ier d'Este, et de sa première épouse Giulia della Rovere, fille du duc d'Urbino Francesco Maria della Rovere.
Elle épousa le prince Carlo Gesualdo di Venosa, à Ferrare, le 21 février 1594. Son ascendance bâtarde et ce mariage avec « Charles Gesualdo, prince de Venose au royaume de Naples » sont mentionnés par Saint-Simon dans ses Mémoires. La première épouse de ce prince et compositeur était Maria d'Avalos, tuée par son mari dans la nuit du 16 au 17 octobre 1590, en situation d'adultère avec le duc Fabrizio Carafa.
Gesualdo avait déjà un fils de sa première épouse, Emanuele. Leonora lui donna un second fils qui ne vécut que quelques années, Alfonsino (né à Ferrare en 1595, mort à Gesualdo, en octobre 1600).
Le mariage fut malheureux, à cause des mauvais traitements de Gesualdo à son égard. Devenue veuve le 8 septembre 1613, et malgré les volontés testamentaires de son défunt mari, qui souhaitait qu'elle résidât à Gesualdo pour veiller sur ses domaines, elle retourna à Modène.